# 杉山嘉一
杉山 嘉一（すぎやま よしかず、男性、1970年2月9日 - ）は、日本の映画監督、脚本家。日活芸術学院卒業。

## 略歴
青山真治監督の『EUREKA』『月の砂漠』などで助監督を務めた後、ライブドキュメンタリー映画『HIRAKATA』で監督デビュー。2008年3月、『Go Ape』で第1回WOWOWシナリオ大賞を受賞。

## 主な作品

### 劇場映画
- HIRAKATA （2004年）※共同脚本
- Father 「俺の屍を越えてゆけ」（2013年）※脚本も
- CAGE (2017年）
- 川のながれに　(2021年）※脚本も　なすしおばら映画祭2021　クロージング作品
- 帯広ガストロノミー(2023年）※脚本も　シネマ太陽帯広にて限定公開

### その他
- スプラッシュ!（2004年） <DVD>
- 19borders（2004年）<連続ドラマ>
- ロケットボーイズ（2006年）<連続ドラマ>※脚本も
- 探偵事務所5″「終わらない別れ」
- 探偵事務所5″「nightmare soldiers」
- 探偵事務所5″「5のおこり」※林海象と共同監督
- 探偵事務所5″「わが師、その名はBOSS」（缶コーヒーとの「コラボレーション」作品）※林海象と共同脚本
- 探偵事務所5″「真夜中の屋台」※脚本も
- 探偵事務所5″「探偵Barにようこそ」（2006年） <WEB>※脚本も
- 探偵事務所5″「スリット」（2007年）<WEB>
- 探偵事務所5″「カウントダウン〜三度目の春風に揺れ夫婦花」（2007年）<WEB>※徳永富彦と共同脚本
- 探偵事務所5″「カウントダウン〜セカンドライフ」（2007年）<WEB>※徳永富彦と共同脚本
- 探偵事務所5″「カウントダウン〜一本の線」（2007年）<WEB>※徳永富彦と共同脚本
- 探偵事務所5″「カウントダウン〜グラウンドゼロ」（2007年）<WEB>※徳永富彦と共同脚本
- 探偵事務所5″「メイド・イン・ドリーム」（2008年）<WEB>
- いつも まぢかに（2015年）<イマジカBS開局二十周年記念ドラマ>
- ひと夏の隣人　（2016年）<イマジカBS開局二十周年記念ドラマ>
- モザイク　カナダ最終回「『旅のゴール』つながる未来へ」（2017年）<WEB>※脚本も
- 私はヒーロー それともヴィラン？　よみがえれ勝連城！（2018年）<WEB>※脚本も
- そして、ユリコは一人になった（2020年）<連続ドラマ>※脚本も
- くるみるしゃべる　（2021年）＜短編映画＞※脚本も

### 脚本
- スイッチを押すとき（2006年）WEB
- エリートヤンキー三郎(2007年)連続ドラマ
- Go Ape ゴー・エイプ（2009年）TV
- TOKYO PROM QUEEN Season2(2009年）WEB
- 南の島のフリムン(2009年）映画　※共同脚本
- 検事・鬼島平八郎（2010年）連続ドラマ
- 名探偵コナン 工藤新一への挑戦状（2011年）連続ドラマ
- 死の実況中継 劇場版（2014年）映画
- 婚活刑事 第8話（2015年）テレビドラマ
- 遺産相続弁護士　柿崎真一 （2016年）テレビドラマ
- カーラヌカン（2018年）映画　※共同脚本
- Diner ダイナー（2019年）映画　※共同脚本
- BOLT (2020年）映画　※共同脚本
- 相棒シリーズ（テレビ朝日）
  - season19 第9話「匿名」（2020年12月9日）
  - season19 第18話「選ばれし者」（2021年3月3日）
- IP 〜サイバー捜査班　（2021年）連続ドラマ
- 劇場版SOARA 2  I will.-君が未来を歩くとき-（2021年）映画　※共同脚本

### 舞台
- DEAD END LIE（2009年11月20〜22日　池袋アートスペースサンライズホール）※作・演出
- BLIND HERO（2018年1月23〜28日　下北沢小劇場B1）※脚本のみ